# 791

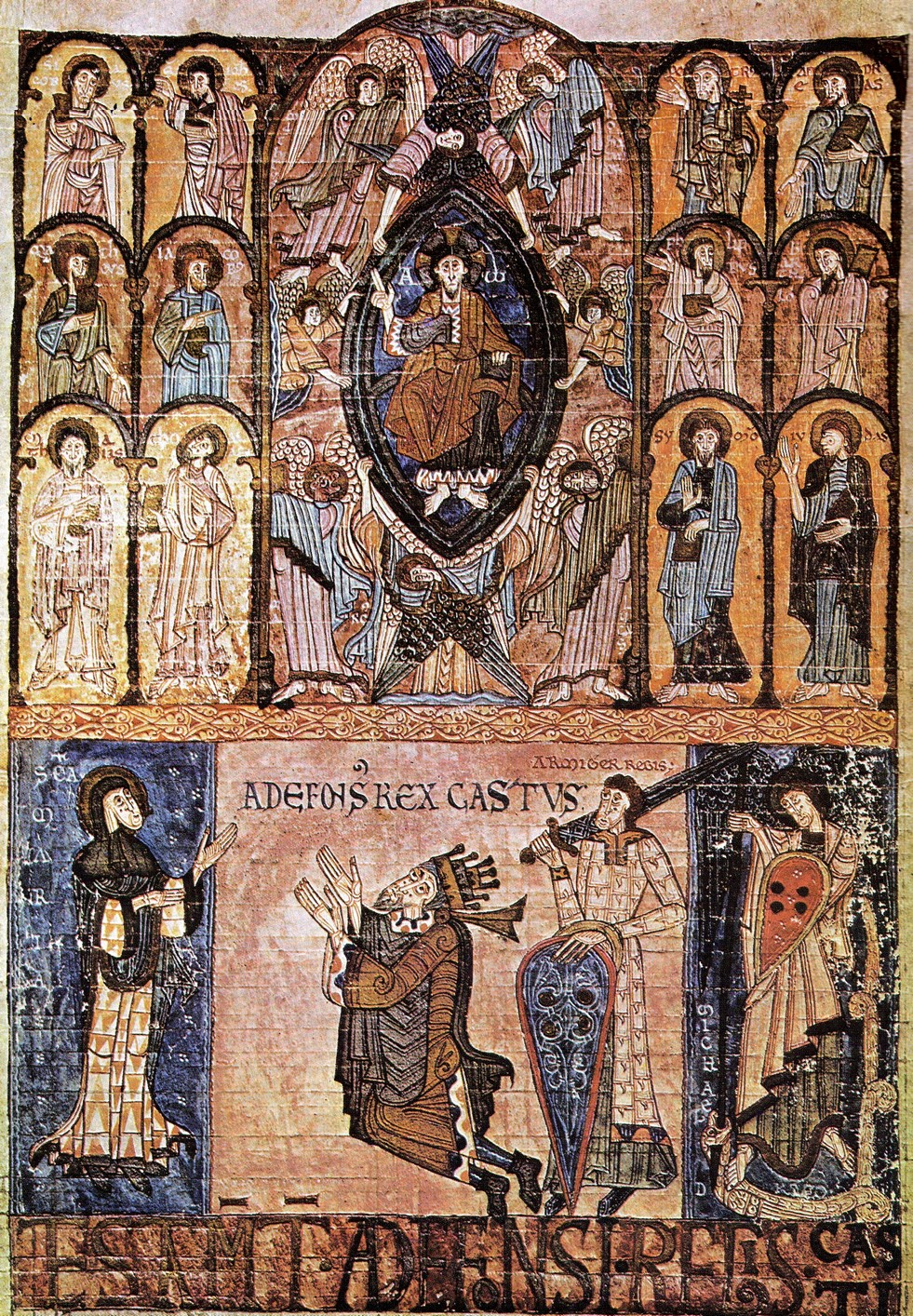
Koning Alfonso II van Asturië (12e eeuw)

Het jaar 791 is het 91e jaar in de 8e eeuw volgens de christelijke jaartelling.

## Gebeurtenissen

### Europa
- De Avaren, een van oorsprong Turks nomadenvolk, vallen Beieren en Noord-Italië binnen. Koning Karel de Grote mobliseert een strafexpeditie (ondersteund door Saksische ruiters) en voert een plunderveldtocht langs de rivier de Donau. Hij verslaat de Avaren, maar wordt door een epidemie uitbraak in het Frankische leger gedwongen zijn campagne af te breken.
- Koning Pepijn van Italië, een zoon van Karel de Grote, voert langs de rivier de Drau een veldtocht tegen de Avaren. Hij verovert Istrië, een Byzantijnse provincie op de Balkan.
- Karel de Grote vormt de Avaarse Mark ten oosten van Beieren om de Frankische grensgebieden te beschermen tegen de vele aanvallen en plundertochten van de Avaren.
- Koning Bermudo I van Asturië (huidige Spanje) treedt af na een regeerperiode van 3 jaar. Hij wordt opgevolgd door Alfons II, enige zoon van de voormalige koning Fruela I.

### Arabische Rijk
- Kalief Haroen al-Rashid van de Abbasiden sticht de heilige stad Najaf ten zuiden van Bagdad (huidige Irak).

## Overleden
- Bermudo I, koning van Asturië
- Weomadus, bisschop van Trier